# Pfrimm
Pfrimm – rzeka w południowo-zachodnich Niemczech o długości 43 km. Jest lewym dopływem Renu. Źródło rzeki znajduje się w okolicach miejscowości Sippersfeld, w Powiecie Donnersberg, na obszarze chronionym Sippersfelder Weiher, obejmującym kilka stawów. Źródło znajduje się w dolinie otoczonej z trzech stron przez szczyty: Sperberhöhe, Alweidenkopf oraz Schnepfberg. Zaledwie kilka metrów po wypłynięciu na powierzchnię ziemi Pfrimm przepływa przez jeziora Pfrimmweiher oraz Sippersfelder Weiher. Następnie rzeka przepływa przez okolice Sippersfeld oraz w pobliżu wzgórza Pfrimmer Berg.
Pfrimm przepływa głównie przez obszary rolnicze, w okolicy drogi krajowej B47. Swój bieg kończy poprzez wpłynięcie do Renu w Wormacji.